# Cantaura
Cantaura – miasto w Wenezueli, w stanie Anzoátegui, siedziba gminy Pedro María Freites.
Według danych szacunkowych na rok 2015 liczy 54 300 mieszkańców.